# Fijnstraal
Fijnstraal (Erigeron) is een geslacht van circa 200 soorten een- en tweejarige planten uit de familie Asteraceae. De naam Erigeron is afkomstig van het Oudgriekse ἦρι, ēri dat vroeg en γέρων, gerōn, dat oude man betekent, hetgeen verwijst naar de pluizige zaadhoofdjes.
Sommige soorten zijn groenblijvend. De sterk vertakte planten hebben een rechtopstaande stengel. De straalbloemen zijn wit, lila of roze, de buisbloemen geel. Sommige soorten hebben geen straalbloemen. 
De meeste soorten van dit geslacht komen van nature voor in Noord-Amerika. Sommige soorten, zoals Erigeron strigosus, zijn als invasieve soort in Europa aanwezig. Andere soorten zijn als tuinplant verder gekweekt tot cultivars, bijvoorbeeld 'Wayne Roderick', 'Charity', 'Dunkelste Aller' en 'Foersters Liebling'.

## Soorten
In België en Nederland voorkomende soorten zijn:
- Muurfijnstraal (Erigeron karvinskianus)
- Scherpe fijnstraal (Erigeron acer)
- Zomerfijnstraal (Erigeron annuus)
- Canadese fijnstraal (Erigeron canadensis)

Ten behoeve van gebruik in de tuin zijn er een aantal cultivars gekweekt:
- Erigeron 'Adria'
- Erigeron 'Amity'
- Erigeron aureus 'Canary Bird'
- Erigeron 'Azure Beauty'
- Erigeron 'Azurfee'
- Erigeron 'Blaue Grotte'
- Erigeron 'Blue Beauty'
- Erigeron 'Charity'
- Erigeron compositus 'Albus'
- Erigeron compositus 'Compactus'
- Erigeron 'Die Fee'
- Erigeron 'Dignity'
- Erigeron 'Dominator'
- Erigeron 'Dunkelste Aller'
- Erigeron 'Felicity'
- Erigeron 'Festivity'
- Erigeron 'Foersters Liebling'
- Erigeron 'Four Winds'
- Erigeron 'Frivolity'
- Erigeron 'Gaiety'
- Erigeron 'Gartenmeister Walther'
- Erigeron 'Ginette Ploeger'
- Erigeron glaucus 'Albus'
- Erigeron glaucus 'Elstead Pink'
- Erigeron glaucus 'Sea Breeze'
- Erigeron 'Hundstern'
- Erigeron 'Karminstrahl'

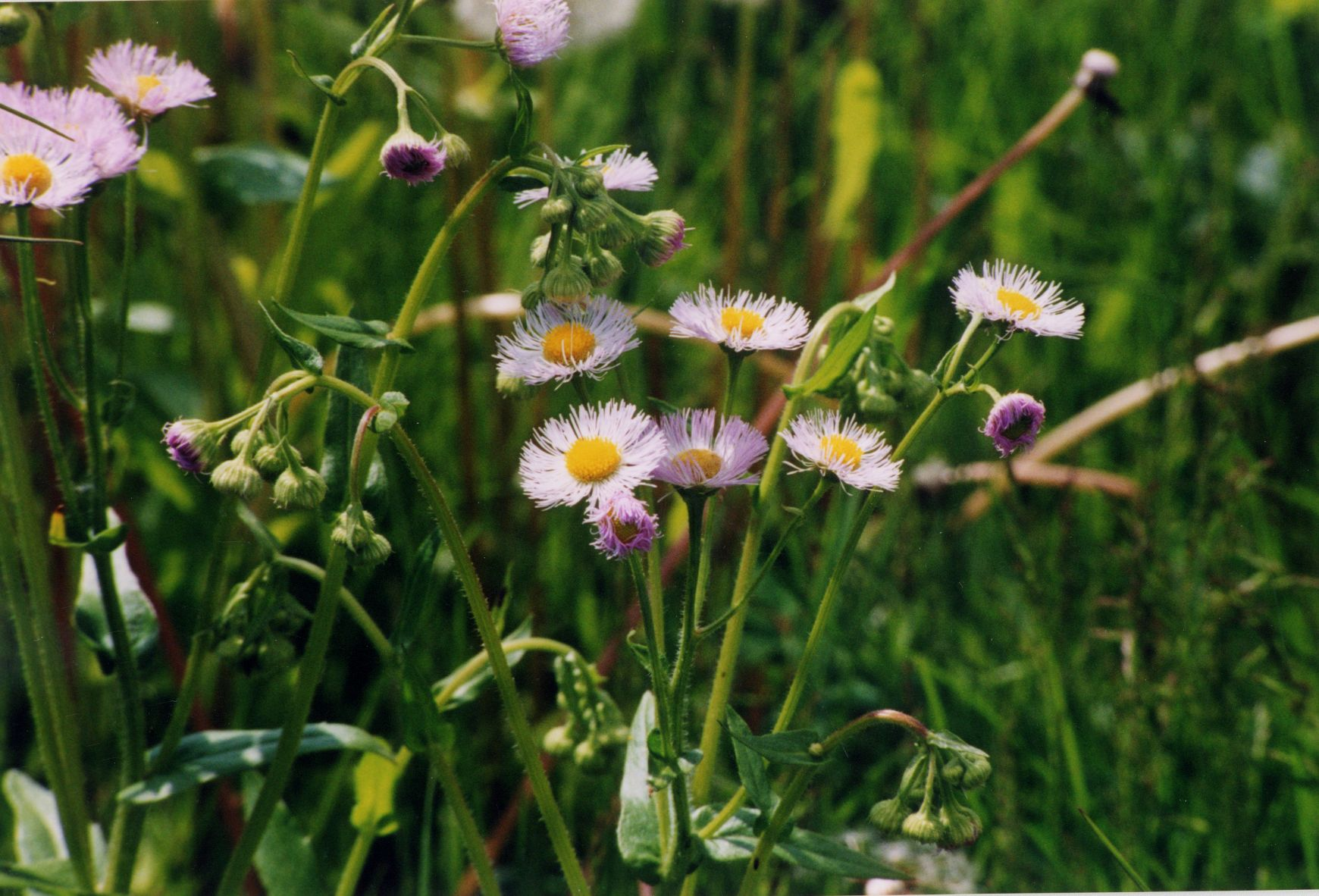
Erigeron philadelphicus
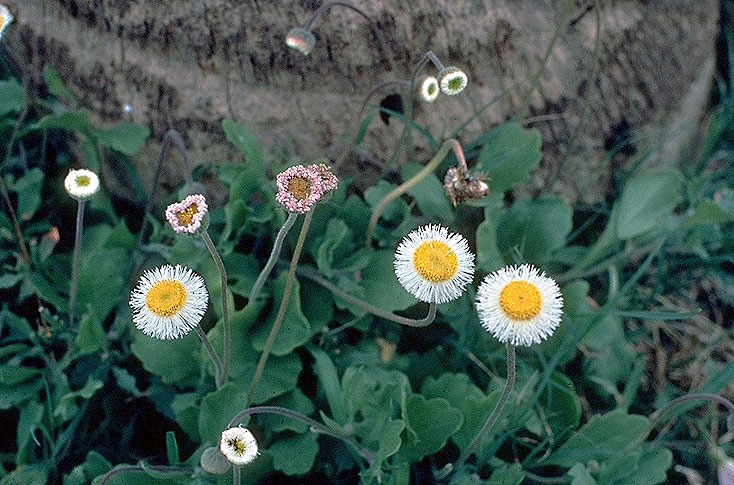
Erigeron procumbens
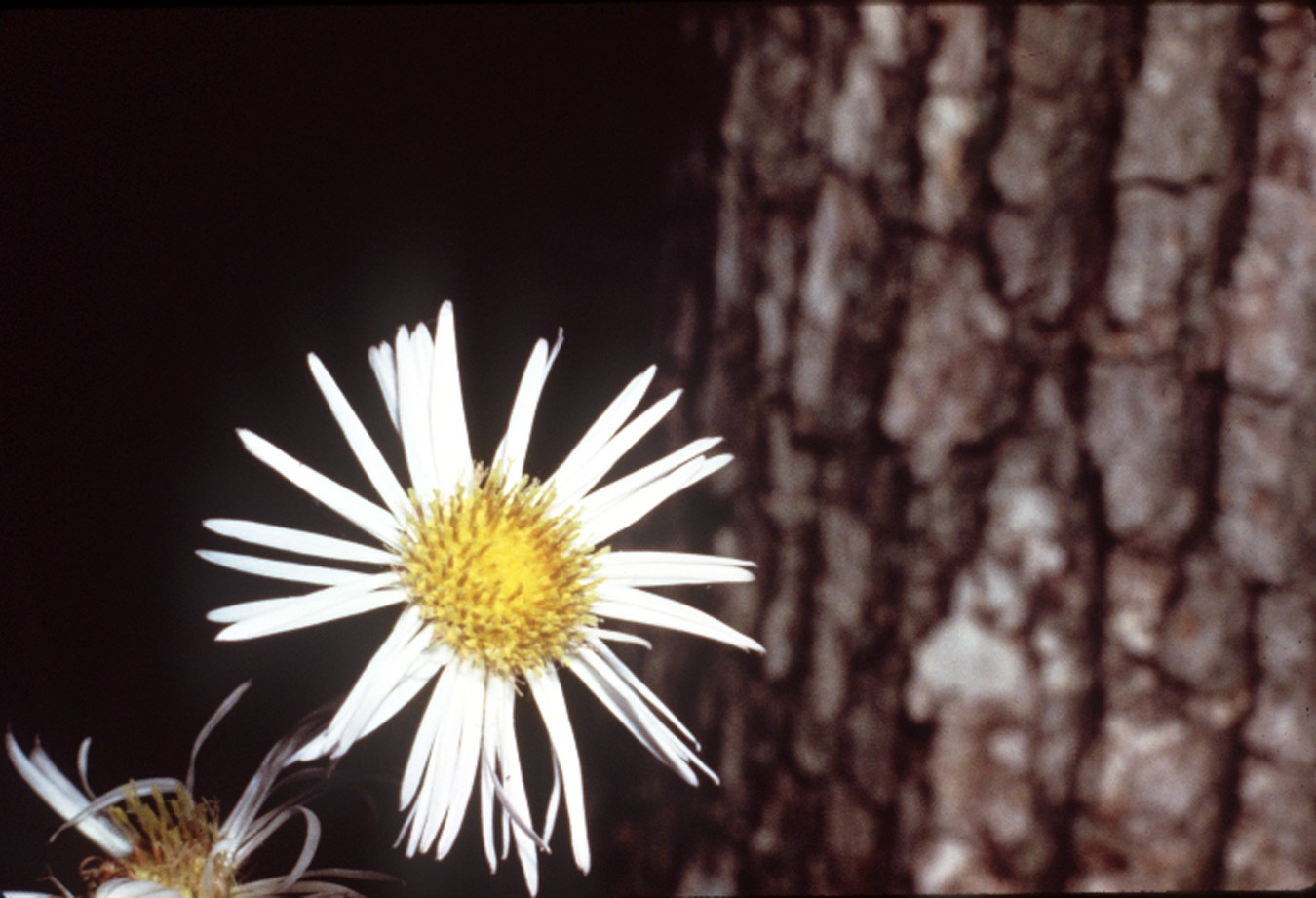
Erigeron pulchellus
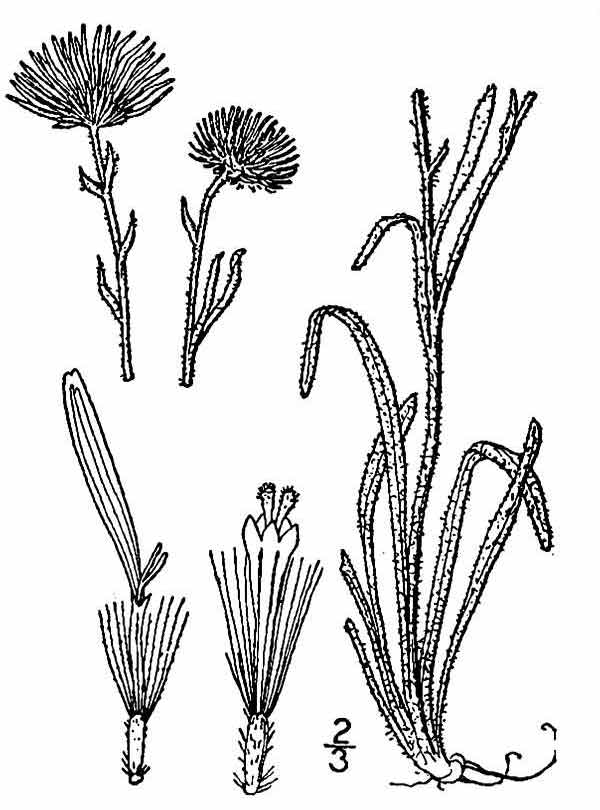
Erigeron pumilus
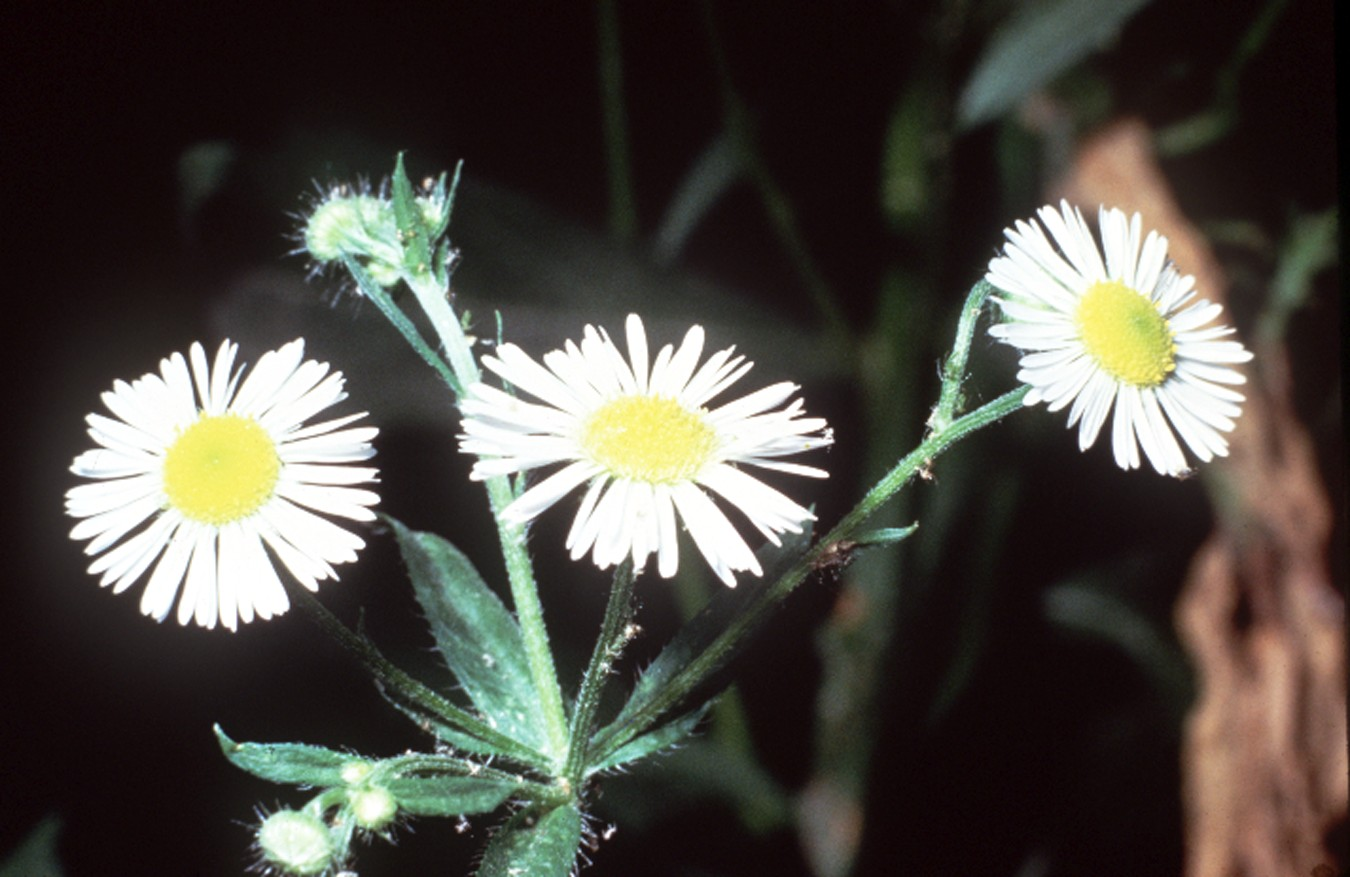
Erigeron strigosus
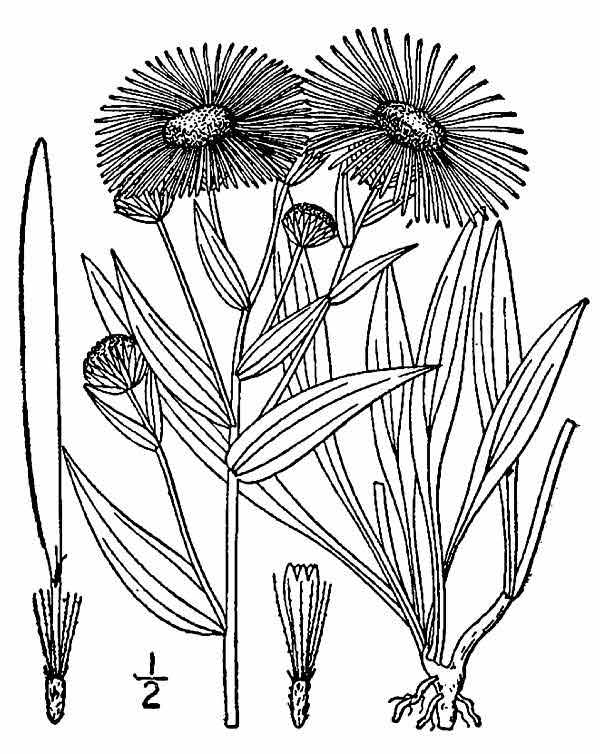
Erigeron subtrinervis
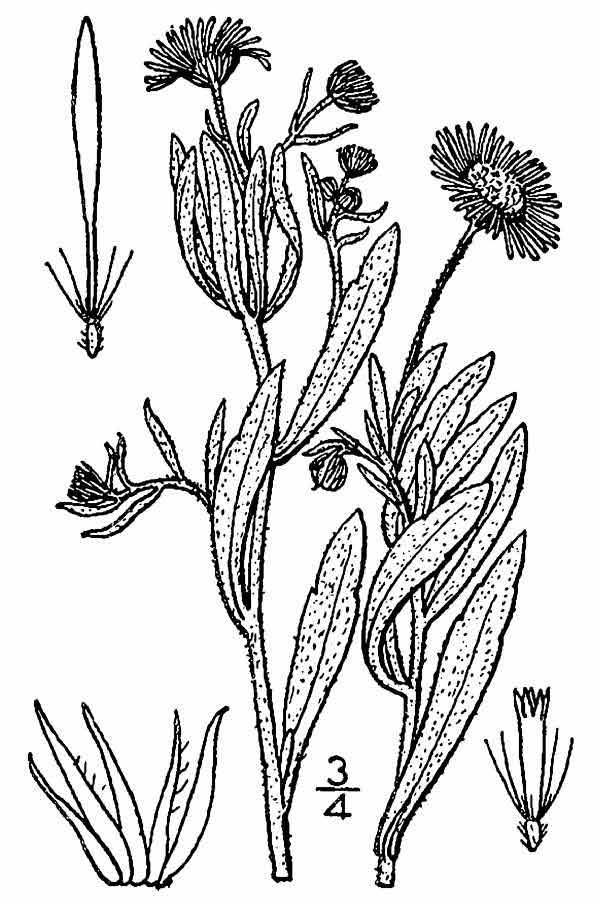
Erigeron tenuis
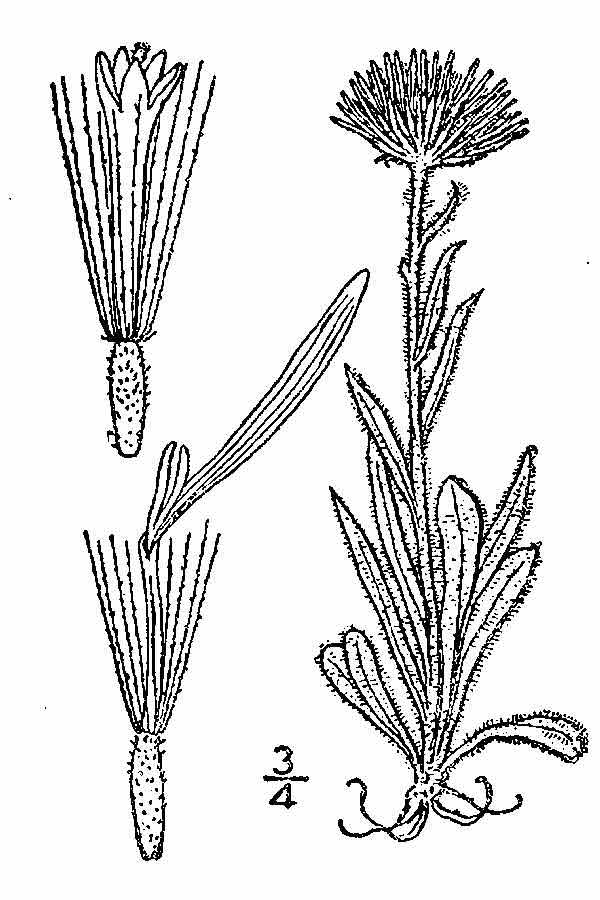
Erigeron uniflorus
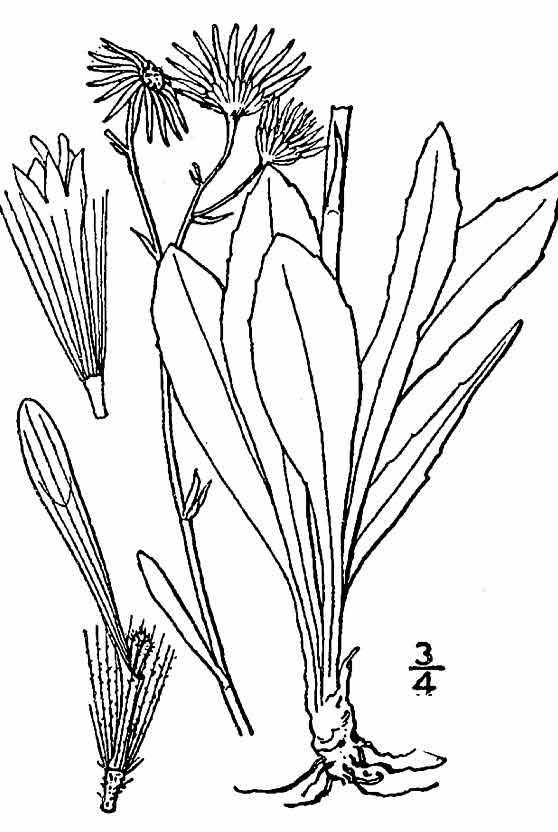
Erigeron vernus